# Enigma (revista)
La revista Enigma, especializada en el género policiaco,  fue fundada en 1986 en La Habana por los escritores cubanos Rodolfo Pérez Valero y Alberto Molina, con motivo del Encuentro de Escritores Policiacos Cuba 86, donde se creó la Asociación Internacional de Escritores Policiacos, AIEP.
Desde sus inicios fue dirigida por Pérez Valero y Molina, y se dedicó a publicar narraciones y noticias de los escritores pertenecientes a la AIEP, y a difundir las actividades de dicha asociación. El también escritor cubano Ignacio Cárdenas Acuña fue secretario de la publicación. 
En su consejo de redacción figuraban autores de primera talla como el mexicano Paco Ignacio Taibo II, el estadounidense Roger Simon, el ruso Julian Semionov y otros reconocidos escritores internacionales.
El último número de Enigma salió en 1989, y fue dirigido solo por Pérez Valero después que Molina se quedó a vivir en España al terminar la primera Semana Negra de Gijón en 1988. La crisis de papel en Cuba impidió que Enigma siguiera editándose.
Rodolfo Pérez Valero salió de Cuba en 1995 e Ignacio Cárdenas Acuña lo hizo en 1999. Ambos viven con sus respectivas familias en Miami.
- Datos: Q5832840